# Chassieu
 Chassieu  es una comuna francesa situada en la Metrópoli de Lyon, de la región de Auvernia-Ródano-Alpes.  Pertenece a la aglomeración urbana de Lyon.

## Demografía
| 1 770 | 2 867 | 3 599 | 6 882 | 8 508 | 9 049 | 9 800 | 10 498 |
| Para los censos de 1962 a 1999 la población legal corresponde a la población sin duplicidades (Fuente: INSEE [Consultar]) |       |       |       |       |       |       |        |